# Lepetodriloidea
Lepetodriloidea McLean, 1988 è una superfamiglia  di molluschi gasteropodi della sottoclasse Vetigastropoda.

## Descrizione
Le specie di questa superfamiglia sono caratterizzate da conchiglie a forma di patella priva di fessure, muscoli del guscio accoppiati, assenza di madreperla, dimensioni dai 3 ai 15 mm, un organo di senso epipodiale, e radula allargata lateralmente. Queste specie sono diffuse nelle acque profonde e in particolare nelle bocche idrotermali. I fossili risalgono al periodo Cenozoico recente.

## Tassonomia
La superfamiglia Lepetodriloidea comprende 2 famiglie:
- Lepetodrilidae McLean, 1988
- Sutilizonidae McLean, 1989